# John Zachary Young

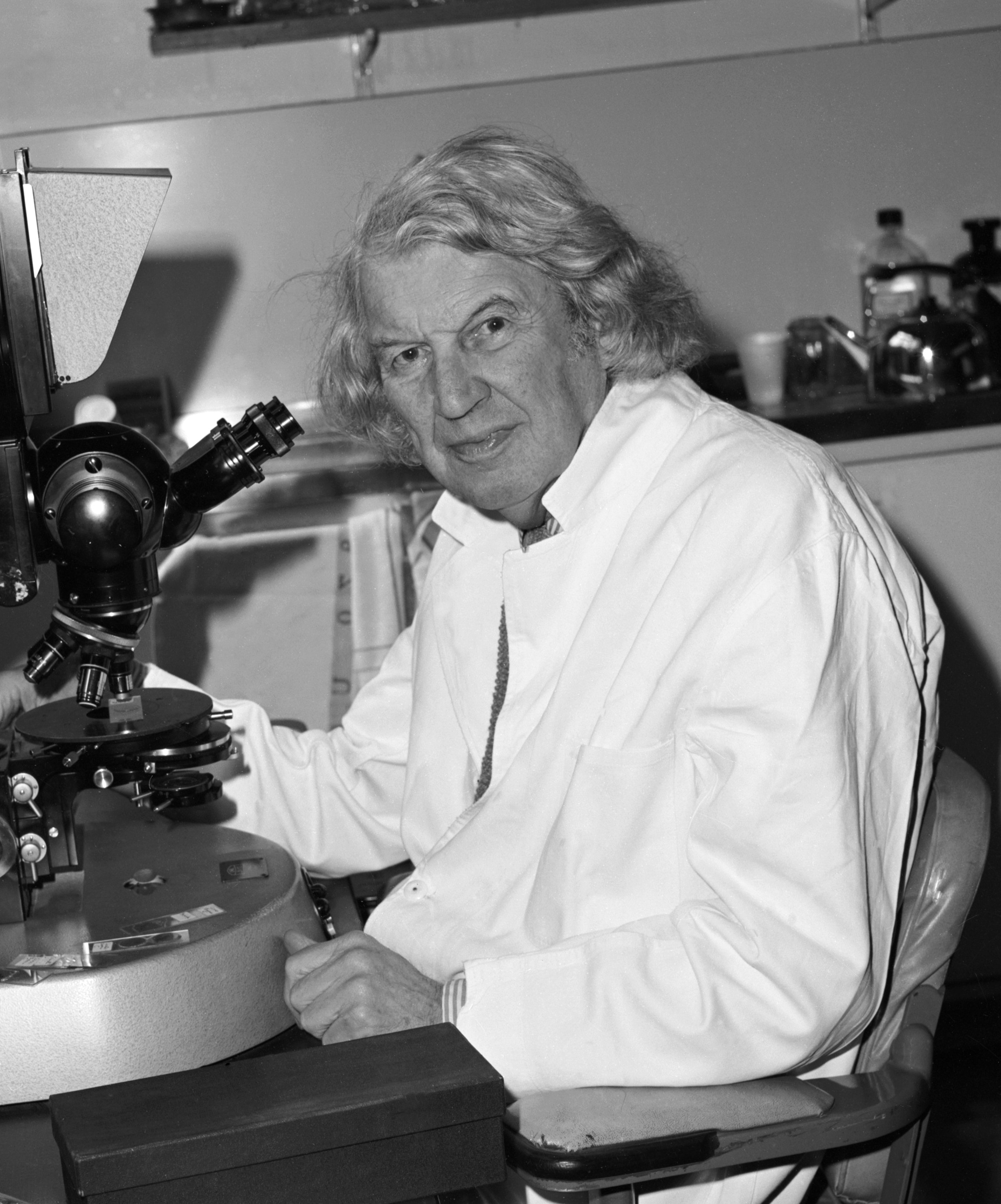
J.Z. Young (1978)

John Zachary Young (ur. 18 marca 1907 w Bristolu, zm. 4 lipca 1997 w Oksfordzie) – angielski zoolog, anatom i neurofizjolog, uznawany za najwybitniejszego anatoma bezkręgowców w XX wieku, pionier eksperymentalnych badań układu nerwowego i mózgu (uczenie się, pamięć).

## Życiorys
Jego rodzicami byli Philip i Constance Young (Thomas Young był bratem jego prapradziadka). Uczęszczał do Marlborough College w Wiltshire. Studia skończył w Magdalen College w Oxford University. W latach 1945–1974 był profesorem anatomii w University College London.
Pierwsze dwie prace naukowe opublikował już w roku 1929 (obie dotyczyły anatomii głowonogów, jedna z nich – odkrycia nieznanego dotychczas narządu). W późniejszych latach opublikował łącznie ok. 150 artykułów i kilka książek na temat tej gromady mięczaków. Nie przerywał pracy do chwili śmierci.
Za szczególnie istotne dokonanie uważa się rozpoczęcie w roku 1936 doświadczalnych badań mechanizmu przekazywania impulsów nerwowych (badania pobudliwości neuronów) w układzie nerwowym. Stało się to możliwe dzięki opracowaniu metodyki pomiarów potencjałów błony komórkowej olbrzymiego aksonu kałamarnicy (metodę badań zastosowali A.L. Hodgin i A.F. Huxley, laureaci Nagrody Nobla w dziedzinie fizjologii lub medycyny w roku 1952 „za odkrycia dotyczące mechanizmów jonowych zaangażowanych w pobudzanie i inhibicję peryferyjnych i centralnych części błony komórkowej nerwów”).
Był członkiem Royal Society od roku 1945. W roku 1973 otrzymał Linnean Medal od Linnean Society of London, w 1991 – honorowe obywatelstwo Neapolu.

## Wybrane prace
W bazie NNDB wymieniono:
- The Life of Vertebrates[2]. New York: Oxford University Press, 1950, 1962
- Doubt and Certainty in Science (1951)
- The Life of Mammals (1957)
- A Model of the Brain (1964)
- The Memory System of the Brain (1966)
- An Introduction to the Study of Man (1971)
- The Anatomy of the Nervous System of Octopus vulgaris (1971)
- Programs of the Brain (1978)
- Philosophy and the Brain (1987)